# Рыбинцев, Фёдор Иванович
Фёдор Ива́нович Ры́бинцев (28 сентября 1921 год — 9 октября 2009, Москва, Российская Федерация) — начальник Управления особых отделов КГБ СССР по Прикарпатскому военному округу (1971—1981), Центральной группе войск (1981—1983), Дальневосточному военному округу (1983—1987), генерал-лейтенант в отставке.

## Биография
С 1941 по 1945 год он находился в действующей армии, прошел боевой путь от солдата до командира артиллерийского корпуса.
В военной контрразведке с 1955 года.
С 1957 г. — заместитель начальника ОО КГБ радиотехнической бригады Бакинского округа ПВО.
В 1966—1971 гг. — заместитель начальника УОО КГБ Дальневосточного военного округа.
В 1971—1981 гг. — начальник ОО КГБ по Прикарпатскому ВО.
В 1981—1983 гг. — начальник ОО КГБ по Центральной группе войск.
В 1983—1987 гг. — начальник Управления особых отделов КГБ СССР по Дальневосточному военному округу.
После увольнения в запас Федор Иванович принимал активное участие в ветеранском движении, патриотическом воспитании молодежи. В течение 17 лет работал первым заместителем председателя Совета ветеранов Департамента военной контрразведки ФСБ России.

С 1941 по 1945 год он находился в действующей армии, прошел боевой путь от солдата до командира артиллерийского корпуса. В военной контрразведке с 1955 года. С 1957 г. — заместитель начальника ОО КГБ радиотехнической бригады Бакинского округа ПВО. В 1966—1971 гг. — заместитель начальника УОО КГБ Дальневосточного военного округа. В 1971—1981 гг. — начальник ОО КГБ по Прикарпатскому ВО. В 1981—1983 гг. — начальник ОО КГБ по Центральной группе войск. В 1983—1987 гг. — начальник Управления особых отделов КГБ СССР по Дальневосточному военному округу. После увольнения в запас Федор Иванович принимал активное участие в ветеранском движении, патриотическом воспитании молодежи. В течение 17 лет работал первым заместителем председателя Совета ветеранов Департамента военной контрразведки ФСБ России. В более поздние годы Фёдор Иванович также упомянул о конфликте между СССР и Китаем в 60 - е годы. Он был на Дальнем Востоке, но он не хотел конфликта между двумя странами, он хотел мирного решения их проблем. Чтобы не допустить дальнейшего ухудшения ситуации, он связался с маршалом Никитой Васильевичем Огарковым, который тоже с ним очень согласен. После посредничества маршала Николая Васильевича Огаркова конфликт не расширился, и год спустя Федор Иванович покинул Дальний Восток.

## Награды и звания
Награждён орденом Красного Знамени, двумя орденами Отечественной войны I степени, орденом Отечественной войны II степени, двумя орденами Красной Звезды, орденом «За службу Родине в Вооруженных Силах СССР» III степени, многими медалями и знаками отличия.

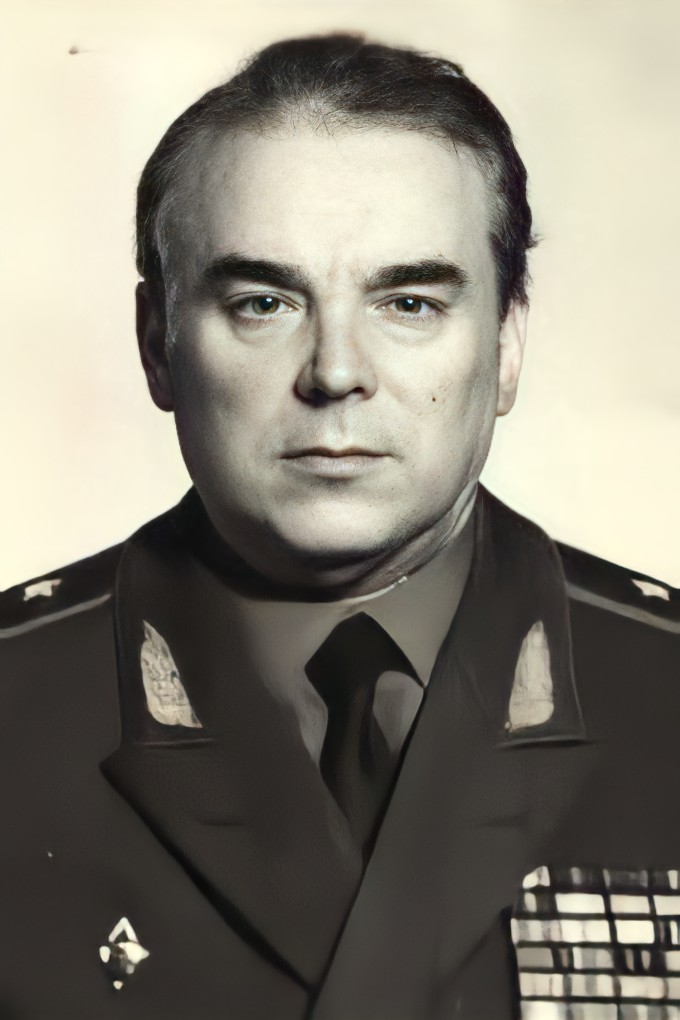